# Чакыроглу, Бусеназ
Бусеназ Чакыроглу (род. 26 мая 1996, Трабзон) — турецкая боксёрша. Серебряный призёр Олимпийских игр 2020 года, чемпионка мира (2022), двукратный серебряный призёр чемпионатов мира (2019, 2025), двукратная чемпионка Европейских игр (2019, 2023), чемпионка Европы (2019) в любителях.

## Карьера
На десятом чемпионате мира в Индии, в 2018 году, она выступала в весовой категории до 51 кг. Во втором раунде уступила японской спортсменке Цукими Намики.
В Минске, на Европейских играх 2019 года, она одержала победу во всех поединках весовой категории до 51 кг, и праздновала успех став чемпионкой турнира. В финале была повержена спортсменка из России Светлана Солуянова.
На Чемпионате Европы по боксу в Испании в 2019 году, в весовой категории до 51 кг, она сумела добраться до финального поединка, в котором победила спортсменку из России Елену Савельеву, и стала чемпионкой Европы.
Предолимпийский чемпионат мира 2019 года, который состоялся в Улан-Удэ в октябре, турецкая спортсменка завершила финальным поединком, уступив российской спортсменке Лилии Аетбаевой по раздельному решению судей. В результате на одиннадцатом чемпионате мира по боксу среди женщин она завоевала серебряную медаль.